# Torsten Friis
Torsten Friis, švedski vojaški pilot in general, * 1. avgust 1882, † 21. april 1967.
Friis je bil načelnik generalštaba Švedskih letalskih sil med letoma 1942 in 1954.